# 関敏樹
関 敏樹（せき としき、天保7年10月15日〈1836年11月23日〉 － 慶応元年10月21日〈1865年12月8日〉）は、幕末の膳所藩士。父は関半左衛門、母は宍戸氏（岡山藩出身）。通称は半次郎、元吉（もときち）。80石2人扶持。
江戸の膳所藩邸で生まれ、父から槍術を習い、後に江戸で蘭学を学んだ。膳所に帰国後、高橋正功（作也）から漢学を学び、その影響で尊皇攘夷を主張して、正論派を形成する。しかし、長州征伐に向かう途中に膳所城に立ち寄る予定の将軍徳川家茂を暗殺しようとした膳所城事件が発覚するにあたって、これに連座して高橋らとともに捕らえられ、同藩牢屋敷にて処刑された。明治維新後、正五位が贈位された。